# Campanha presidencial de Guilherme Boulos em 2018
A campanha presidencial de Guilherme Boulos em 2018 foi anunciada em 3 de março de 2018, em São Paulo.
A candidatura de Boulos foi proposta na convenção nacional do partido. Em 20 de julho, um dia antes da convenção, o Partido Comunista Brasileiro (PCB) confirmou apoio ao PSOL, na eleição presidencial.
A chapa formada por Guilherme Boulos e Sônia Guajajara era puro-sangue.

## Candidatos
| Coligação Vamos Sem Medo de Mudar o Brasil                                            |                      |
|                                                                                       |                      |
| Guilherme Boulos                                                                      | Sônia Guajajara      |
| para presidente                                                                       | para vice-presidente |
|                                                                                       |                      |
| Líder do MTST                                                                         | Líder indígena       |
| Partidos integrantes: - Partido Socialismo e Liberdade - Partido Comunista Brasileiro |                      |

## Resultado da eleição

### Eleições presidenciais
| Ano de eleição | Candidato        | Primeiro turno      | Primeiro turno      | Segundo turno       | Segundo turno       |
| Ano de eleição | Candidato        | # do total de votos | % do total de votos | # do total de votos | % do total de votos |
| -------------- | ---------------- | ------------------- | ------------------- | ------------------- | ------------------- |
| 2018           | Guilherme Boulos | 617 115             | 0,58%               | Não concorreu       | Não concorreu       |